# Tropidophorus cocincinensis
Tropidophorus cocincinensis är en ödleart som beskrevs av  Duméril och BIBRON 1839. Tropidophorus cocincinensis ingår i släktet Tropidophorus och familjen skinkar. Inga underarter finns listade i Catalogue of Life.